# Blekdraba
Blekdraba (Draba oxycarpa) är en korsblommig växtart som beskrevs av Pierre Edmond Boissier. Enligt Catalogue of Life ingår Blekdraba i släktet drabor och familjen korsblommiga växter, men enligt Dyntaxa är tillhörigheten istället släktet drabor och familjen korsblommiga växter. Enligt den svenska rödlistan är arten nära hotad i Sverige. Arten förekommer i Nedre Norrland och Övre Norrland. Artens livsmiljö är fjäll. Inga underarter finns listade i Catalogue of Life.